# 方形网纹蚤
方形网纹蚤（学名：Ceriodaphnia quadrangula）为蚤科网纹蚤属的动物。分布于普遍分布以及中国大陆的广东、广西、福建、浙江、江苏、安徽、江西、湖北、四川、山东、河北、辽宁、吉林、黑龙江、云南、山西、青海、西藏、新疆等地，属于广温性物种。其多栖息于湖泊、水库、池塘以及流速不大的江河中。